# Fibra textil

1 - Fibra amorfa; 2- Fibra cristalina; 3 - Aglutinante.

En el ámbito de la industria textil, se denomina fibra o fibra textil al conjunto de filamentos o hebras susceptibles de ser usados para formar hilos (y de éstos,  los tejidos), bien sea mediante hilado, o mediante otros procesos físicos o químicos. Así, la fibra es la estructura básica de los materiales textiles. 
Se considera fibra textil a cualquier material cuya longitud sea muy superior a su diámetro y que pueda ser hilado.
En la fabricación del hilo para textiles —tanto tejidos como no tejidos—, se pueden utilizar dos tipos de fibra:
1. Fibra corta: hebras de hasta 6 cm de longitud. Se considera de mayor calidad cuanto más larga y más fina sea.
2. Filamento: hebras continuas. El filamento de alta calidad es más suave y resistente.

## Clasificación
Tradicionalmente las fibras textiles se han clasificado en tres grupos:
1. De origen natural (vegetal, animal y mineral).
2. Artificiales (como los rayones)
3. Sintéticas (poliamidas, poliéster, acrílicas...)

| Tipo de fibra    | Materia prima               | Manufactura del filamento   |
| ---------------- | --------------------------- | --------------------------- |
| Fibra natural    | Presente en la Naturaleza   | Realizada por la Naturaleza |
| Fibra artificial | Celulosa o proteína natural | Realizada por la humanidad  |
| Fibra sintética  | Compuestos de síntesis      | Realizada por la humanidad  |

### Fibra natural
- De origen animal: generalmente fibras proteicas. Arden en general con llama viva desprendiendo un olor característico a cuerno quemado y dejando cenizas oscuras. El ser humano las ha utilizado desde tiempos prehistóricos.
  - Pelos: la más importante es la lana[1] de oveja; de cabra (el mohair es de cabra de Angora; el cachemir es de cabra de Cachemira); de diversos camélidos (llama, camello, vicuña, alpaca); de conejo, por su buena hilabilidad (capacidad para formar hilos); de crin de caballo.[2]
  - Seda: el único filamento continuo producido por la naturaleza es elaborado por la larva del gusano de seda. En la actualidad se investiga sobre la seda de araña, en particular sobre la araña de la seda de oro.[3]
  - Cuero: el pellejo de un animal destinado al curtido.
  - Biso: filamento segregado por el molusco Pinna nobilis.
- De origen vegetal: generalmente celulósicas. Son o bien de una sola fibra (como el algodón), o se componen de haces de fibras (como el lino, cáñamo, yute, etc.). Arden con llama luminosa despidiendo un olor característico a papel quemado y dejando cenizas blanquecinas en pequeña cantidad. Entre las fibras de origen vegetal, las más usada en la fabricación de composites son las fibras de lino.[4] La fibra de lino es la principal alternativa ecológica a la fibra de vidrio.
  - Semilla: algodón, cocotero, ceiba (o kapok, en países angloparlantes).
  - Tallo: lino, yute, cáñamo, ramio.
  - Hoja: henequén o sisal, formio, abacá, esparto, miraguano.
  - Raíz: Agave tequilana.

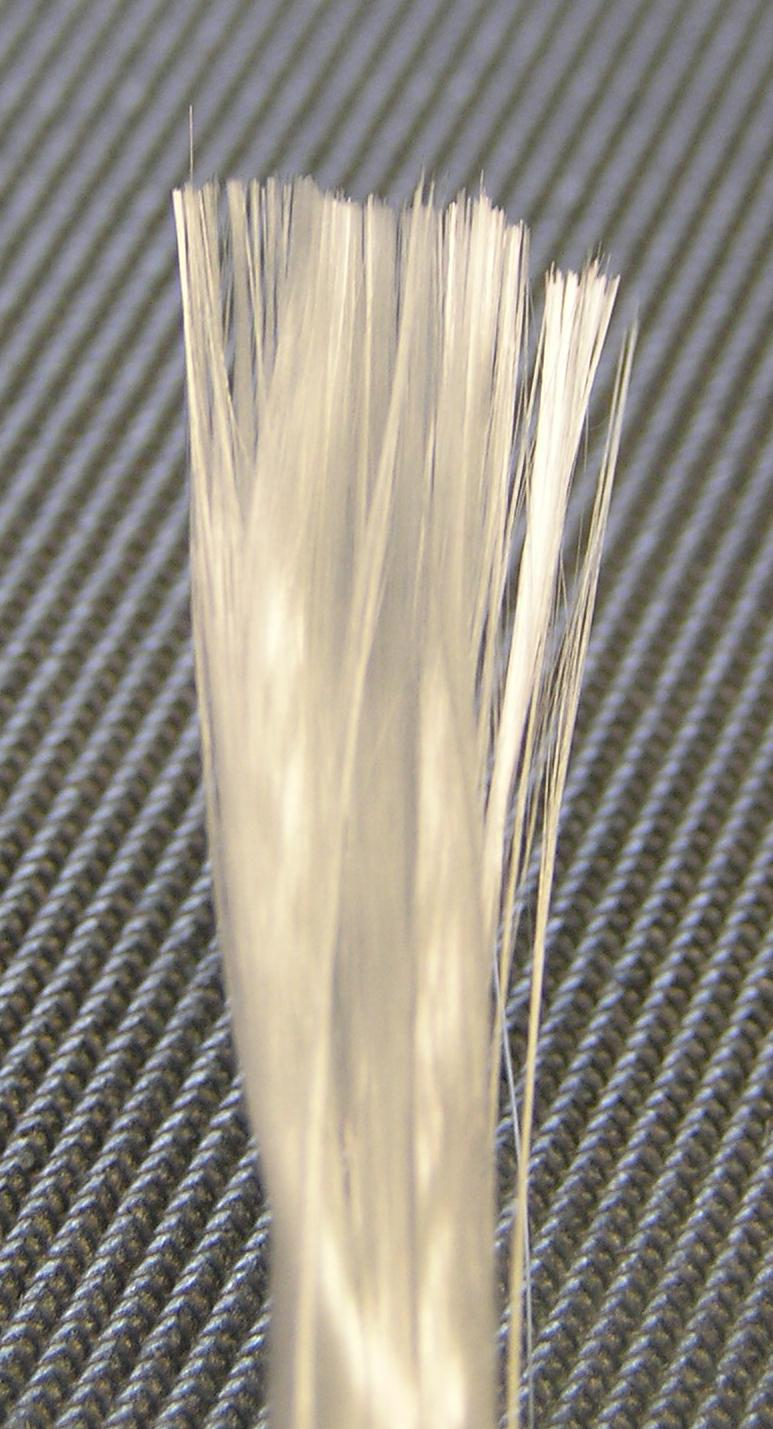
Un haz de fibra de vidrio.

- De origen mineral: son inorgánicas como el amianto o asbesto (prohibido debido a las propiedades carcinogénicas de sus fibras), fibra de vidrio y fibra de metales preciosos, como el oro y la plata.

### Fibras artificiales
La materia prima es un componente natural, pero el filamento es artificial.
- Proteicas. Pueden ser derivadas de proteínas animales: el «lanital» de caseína de la leche; o de fibras vegetales: «vicara» (del maíz o choclo) y «ardil» (del cacahuete o maní).
- Celulósicas. Reciben el nombre genérico de «rayón», que sustituye a «seda artificial» usado en la primera mitad del siglo XX. Hay diversos tipos: rayón nitrocelulosa o «seda Chardonnet», rayón cuproamonio o «cupro», rayón viscosa o «viscosa», rayón acetato y rayón triacetato o «acetatos», rayón HWM o modal, lyocell.
- Algínicas: rayón alginato.

### Fibras sintéticas
Se obtienen a partir de productos fabricados por el humano, son enteramente químicas. Las primeras fibras sintéticas se clasificaban por la forma de obtención.
- Por policondensación: poliamida como Nailon, Perlon, Enkalon, PET como Mylar, Melinex y poliéster como Tergal, Terlenka, Terylene, Trevira, Dacron.
- Por polimerización: fibras acrílicas como Acrylan, Orlon, Leacril, Crilenka; fibras polivinílicas como el Rhovyl, Thermovyl, Courlene; fibras olefínicas, o del polietileno, como Saran, o del polipropileno; fibras de poliuretano, como el elastano o licra.

Las modernas fibras sintéticas pertenecen a diversos grupos:
- Aramidas: como Kevlar, Nomex,
- Microfibras: fibras ultrafinas de poliéster y poliamida, obtenidas por procesos especiales.
- Fibra de carbono: utilizada principalmente en la fabricación de composites, también tiene aplicaciones en el sector de los textiles.